# Альбрехт II (граф Тіролю)
Альбрехт I (II) (нім. Adalbert II; пом. між 1110 і 1125 роками) — родоначальник Тірольської династії, граф у областях Норіталь, Іннталь і Віппталь у Південному Тіролі, як васал герцогів Баварських, фогт єпархії Трента. З його володінь виникло Тірольське графство, тому він у сучасних джерелах часто називається графом Тіролю, хоча першими з цим титулом названі його сини.

## Біографія
Достовірно його походження не встановлено, проте існує гіпотеза, що він був сином Альбрехта I, графа в Ойрасбурзі в Баварії та в областях Норіталь, Віппталь та Іннталь, володіння якого розташовувалися в даному регіоні. Крім того, на користь цього припущення свідчить однакове ім'я, а також той факт, що Альбрехт кілька разів згадується в джерелах разом із графом Ойрасбурга Оттоном, сином Альбрехта Ойрасбурзького.
Альбрехт був прихильником імператора Генріха IV під час боротьби за інвеституру. Його сюзерен, герцог Баварії, був противником Генріха, і після його поразки імператор наділив Тірольське графство широкою автономією.
При Альбрехті почалося будівництво нового замку Тіроль, яке було закінчено за його молодшого сина Бертольда I.
Помер між 1110 і 1125 роками.

## Шлюб і діти
Дружина: Адельгейда; її походження в джерелах не вказано, але існує версія, яка заснована на ономастичних даних, що вона була дочкою графа Арнольда фон Діссена.
Діти:
- Альбрехт II (близ. 1101 — 24 січня близ. 1165), граф Тіроля.
- Бертольд I (пом. 1 березня близ. 1180), граф Тіроля з близ. 1165.